# Petra Krebs
Petra Krebs (* 12. März 1969 in Wangen im Allgäu) ist eine deutsche Politikerin (Bündnis 90/Die Grünen) und seit April 2016 Abgeordnete im Landtag Baden-Württemberg.

## Leben
Petra Krebs machte nach der Mittleren Reife eine Ausbildung zur staatlich geprüften Vermessungstechnikerin. Seit 2003 ist sie zusätzlich Krankenschwester und arbeitet in der neurologischen Frührehabilitation der Fachkliniken Wangen. An der Gesundheitsakademie Bodensee-Oberschwaben in Weingarten war Krebs als freie Dozentin tätig, zudem war sie von 2014 bis 2016 Mitglied des Betriebsrats und des Betriebsausschusses der Kliniken Waldburg-Zeil. Krebs hat zwei Töchter und ist verheiratet.
Krebs ist unter anderem Mitglied der Gewerkschaft ver.di und der Kulturgemeinde Wangen im Allgäu e.V.

## Politische Laufbahn
Krebs wurde in der katholischen Jugend politisch geprägt. Sie hatte von 2009 bis 2021 ein Mandat im Gemeinderat in Wangen im Allgäu für die Grüne Offene Liste (GOL) inne und war dort zuletzt auch stellvertretende Fraktionsvorsitzende. Bei der Landtagswahl in Baden-Württemberg 2016 errang sie im Landtagswahlkreis Wangen das einzige Zweitmandat für Die Grünen. Die Arbeit als Krankenschwester lässt Krebs während ihres Mandats ruhen. Bei der Landtagswahl 2021 konnte sie erstmals das Direktmandat des Wahlkreises Wangen für die Grünen gewinnen.
Krebs engagiert sich auch in der Frauenpolitik.